# Low Life (Fernsehserie)
Low Life (koreanischer Originaltitel: 파인: 촌뜨기들) ist eine südkoreanische Serie, basierend auf dem Webtoon The Hooligans von Yoon Tae-ho. In Südkorea fand die Premiere der Serie am 16. Juli 2025 als Original durch Disney+ via Star statt. Im deutschsprachigen Raum erfolgte die Erstveröffentlichung der Serie am selben Tag durch Disney+ via Star.

## Handlung
Im Jahr 1977 kämpfen die Menschen darum, ihre Existenz zu sichern, und setzen alles daran, sich ein besseres Leben aufzubauen. Gerüchte über ein im Meer versunkenes Handelsschiff aus der Yuan-Dynastie vor der Küste von Sinan machen die Runde. In der Hoffnung auf eine bessere Zukunft machen sich das Onkel-Neffen-Gespann, bestehend aus Oh Gwan-seok und Oh Hee-dong, auf den Weg nach Sinan, um den verborgenen Schatz unter dem Meer zu suchen. Vor ihnen liegen zahlreiche Herausforderungen, während die Suche nach dem Schatz auch mitunter tödliche Gefahren birgt.

## Besetzung und Synchronisation
Die deutschsprachige Synchronisation entstand nach den Dialogbüchern von Angela Quast, Katja Brügger und Detlef Klein sowie unter der Dialogregie von Katharina von Keller und Stephanie Damare durch die Synchronfirma DMT Studios in Hamburg.
| Rolle               | Schauspieler    | Synchronsprecher      |
| ------------------- | --------------- | --------------------- |
| Oh Gwan-seok        | Ryu Seung-ryong | Hanns-Jörg Krumpholz  |
| Oh Gwan-seok (jung) | Ryu Ji-hoon     | Daniel Schütter       |
| Oh Hee-dong         | Yang Se-jong    | Lino Böttcher         |
| Oh Hee-dong (jung)  | Go Gyeong-min   | Rasmus Lahesalu       |
| Yang Jung-sook      | Lim Su-jeong    | Kristina von Weltzien |
| Cheon Hwang-sik     | Jang Gwang      | Kai Henrik Möller     |
| Go Seok-bae         | Im Hyung-joon   | Nils Rieke            |
| Ha Yeong-su         | Woo Hyun        | Martin May            |
| Han Seong-cheol     | Son Jong-hak    | Walter Wigand         |
| Hwang Tae-san       | Hong Ki-joon    | Oliver Böttcher       |
| Im Jeon-cheol       | Kim Seung-o     | Roman Rossa           |
| Jang Beol-gu        | Jung Yun-ho     | Nilz Bessel           |
| Jin Yeo-jeong       | Park Bo-kyung   | Elena Wilms           |
| Lee Bok-geun        | Kim Jin-wook    | Ivo Möller            |
| Lee Chung-sik       | Jung Hyung-suk  | Fabian Harloff        |
| Na Dae-sik          | Lee Sang-jin    | Markus Feustel        |
| Park Seon-ja        | Kim Min         | Leonie Landa          |
| Sim Hong-gi         | Lee Dong-hwi    | Martin Sabel          |
| Song Gi-taek        | Kim Jong-soo    | Sven Dahlem           |
| Do-hun              | Hong Jung-in    | Alexander Merbeth     |
| Jong-mal            | Joo Bo-bi       | Katharina von Keller  |
| Pil-man             | Noh Jung-hyun   | Jonas Minthe          |
| Frau Jang           | Woo Mi-hwa      | Cornelia Prescher     |
| Herr Kang           | Go Yoon         | Malte Meibauer        |
| Herr Yoon           | Song Dong-hwan  | Benjamin Hansen       |
| Kapitän Kim         | Park Sang-myun  | Konstantin Graudus    |
| Kapitän Park        | Seo Kyung-suk   | Marc Seidenberg       |
| Kapitän Yang        | Bae Woo-jin     | Tim Grobe             |
| Oma Yang            | Kim Sun-hwa     | Carla Becker          |
| Professor Kim       | Kim Eui-sung    | Christian Rudolf      |

## Episodenliste
| Nr. | Deutscher Titel          | Originaltitel   | Erstveröffentlichung (Südkorea) | Deutschsprachige Erstveröffentlichung (D/A/CH) |
| --- | ------------------------ | --------------- | ------------------------------- | ---------------------------------------------- |
| 1   | Das Gerücht              | 소문            | 16. Juli 2025                   | 16. Juli 2025                                  |
| 2   | Holt die Profis ins Boot | 선수모집        | 16. Juli 2025                   | 16. Juli 2025                                  |
| 3   | Gesetzlose der Meere     | 바다의 무법자들 | 16. Juli 2025                   | 16. Juli 2025                                  |
| 4   | Am Tisch mit dem Feind   | 적과의 만찬     | 23. Juli 2025                   | 23. Juli 2025                                  |
| 5   | Pro-Wrestler             | 프로레슬러      | 23. Juli 2025                   | 23. Juli 2025                                  |
| 6   | Der Tauchgang            | 머구리          | 30. Juli 2025                   | 30. Juli 2025                                  |
| 7   | Das erste Opfer          | 첫 번째 희생자  | 30. Juli 2025                   | 30. Juli 2025                                  |
| 8   | Das versunkene Schiff    | 난파선          | 6. Aug. 2025                    | 6. Aug. 2025                                   |
| 9   | Flip-Flop                | 태세전환        | 6. Aug. 2025                    | 6. Aug. 2025                                   |
| 10  | Ein Riesenchaos          | 아사리판        | 13. Aug. 2025                   | 13. Aug. 2025                                  |
| 11  | Der letzte Auftrag       | 마지막 주문     | 13. Aug. 2025                   | 13. Aug. 2025                                  |